# (35503) 1998 FT42
1998 FT42 (asteroide 35503) é um asteroide da cintura principal. Possui uma excentricidade de 0.16081330 e uma inclinação de 10.57513º.
Este asteroide foi descoberto no dia 20 de março de 1998 por LINEAR em Socorro.